# خالد بن يزيد بن رومان النصراني
خالد بن يزيد بن رومان النصراني طبيب نصراني من بلاد المغرب ، كان بارعاً في الطب ناهضاً في زمانه فيه ، وكان بِقرطبة وسكنه عند بيعة سبت أخلج، وكانت داره الدار المعروفة بدار ابن السطخيري الشاعر وكَسَبَ بِالطب مبلغاً جليلاً من الأموال والعقار، وكان صانعاً بيده عالماً بالأدوية الشجرية وظهرت منه في البلد منافع. وكتب إليه نسطاس بن جريج الطبيب المصري (بالدولة الإخشيدية 935 - 946 م) رسالة في البول.
وأعقب خالد ابناً سماه يَزيد، ولم يبرع في الطب براعة أبيه كان في أيام الأمير عبيد اللّه وأول دولة الأمير عبد الرحمن الناصر وكان يصنع بيده ويفصد العروق وكان على باب داره ثلاثون كرسياً لقعود الناس.